# Kabupaten de Bengkalis
Pour les articles homonymes, voir Bengkalis.
Le kabupaten de Bengkalis, en indonésien Kabupaten Bengkalis, est un kabupaten de la province indonésienne de Riau. Elle s'étend sur des territoires de l'île de Sumatra, ainsi que les îles de Bengkalis et Rupat. Son chef-lieu est Bengkalis.

## Géographie
Le kabupaten comprend outre les îles de Bengkalis et Rupat et Basu.
Administrativement, le kabupaten est subdivisé en 13 kecamatan (districts) comprenant 24 villages (ou kelurahan).

## Histoire
Le Kabupaten de Bengkalis a été créé en 1956.

## Culture et tourisme

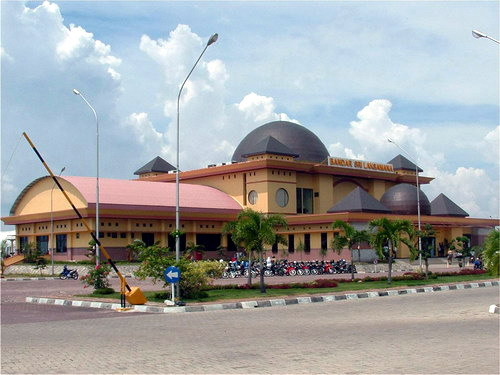
Le port de Sri Laksemana à Bengkalis